# Karl Bickleder
Karl Bickleder (* 21. Oktober 1888 in Bayerbach bei Ergoldsbach; † 4. Februar 1958 in Straubing) war ein deutscher Politiker (BVP, CSU).

## Leben
Bickleder besuchte die Volksschule und machte anschließend eine landwirtschaftliche Ausbildung. Bis zum 20. Lebensjahr war er auf dem Hof seiner Eltern und in größeren Betrieben in der Landwirtschaft tätig. Im Jahr 1909 zog er nach Straubing und war bis 1945 in bischöflichen Diensten als Wirtschaftsverwalter tätig.

## Politik
Bickleder trat 1919 der Bayerischen Volkspartei bei, der er bis 1933 angehörte. Er war zeitweise sogar BVP-Vorsitzender in Straubing. Im Jahr 1933 wurde er für die BVP Mitglied des Stadtrats in Straubing und Mitglied des Deutschen Reichstags. Nach dem Krieg war er von 1945 bis 1955 Landrat in Straubing und 1945 kurzzeitig Oberbürgermeister der Stadt Straubing. Nach dem Krieg war er Gründungsmitglied der CSU und war bis 1948 Vorsitzender des CSU-Kreisverbands in Straubing. Im Jahr 1946 war Bickleder Mitglied der Verfassunggebenden Landesversammlung und zog anschließend auch in den Bayerischen Landtag ein. Er war in der ersten Wahlperiode als ordentliches Mitglied im Ausschuss Bayern Pfalz und im Ausschuss für den Staatshaushalt tätig. Bei der Wahl zur zweiten Wahlperiode wurde er nicht wiedergewählt, erst wieder 1954 bei der Wahl zur dritten. Dort war er als ordentliches Mitglied im Ausschuss für Fragen des Beamtenrechts und der Besoldung und im Ausschuss für kulturpolitische Angelegenheiten tätig. Im Februar 1958 starb er, für ihn rückte der Abgeordnete Leopold Lerch in den Landtag nach.